# Aeroporto di Dipolog
L'aeroporto di Dipolog (tagallo: Paliparan ng Dipolog) (IATA: DPL, ICAO: RPMG), definito come principale di classe 1 dalla autorità dell'aviazione civile filippina CAAP, è un aeroporto filippino situato nella parte nord-occidentale dell'isola di Mindanao, nella provincia di Zamboanga del Norte, nella territorio della città di Dipolog. La struttura è dotata di una pista di cemento lunga 1912 m, l'altitudine è di 4 m, l'orientamento della pista è RWY 01-06. L'aeroporto è aperto al traffico commerciale domestico.

## Incidenti
Nella storia dell'aeroporto di Dipolog si conta un solo lieve incidente.
- 14 luglio 1960: un Douglas C47 di Philippine Airlines con 31 persone a bordo e senza più carburante è costretto ad ammarare prima di raggiungere la pista . Nessuno dei presenti a bordo riporta ferite o danni.[3]